# عبد القادر معزوز
عبد القادر معزوز (بالفرنسية: Abdelkader Mazouz)‏ لاعب كرة قدم جزائري ولد في سنة 1932 بالبليدة توفي سنة 1978.
بدأ معزوز مهاجما في أولمبيك نيم، وقد وصل مع فريقه إلى نهائي كأس فرنسا سنة 1958 غير أن الفريق خسر رغم تسجيل معزوز لهدف عن بعد 30 متر.
في نفس السنة التحق معزوز بفريق جبهة التحرير الوطني لكرة القدم ليساهم بطريقته رفقة زملائه اللاعبين الجزائريين أمثال عبد العزيز بن طيفور ورشيد مخلوفي في كفاحه من أجل استقلال الجزائر عن الاحتلال الفرنسي.
بعد استقلال الجزائر سنة 1962، لعب موسما مع فريق La Chaux-de-Fonds ثم عاد للوطن ليكون لاعبا ومدربا في فريق مسقط رأسه اتحاد البليدة. لاحقا درب فرقا عدة مثل منتخب الجزائر العسكري لكرة القدم وأولمبي الشلف ونادي الحجوط ورائد القبة.